# طرخشقون مخروطي الرأس
طرخشقون مخروطي الرأس (باللاتينية: Taraxacum strobilocephalum) هو نوع نباتي يتبع جنس الطرخشقون من القبيلة الشيكورية.